# Mors Principium Est

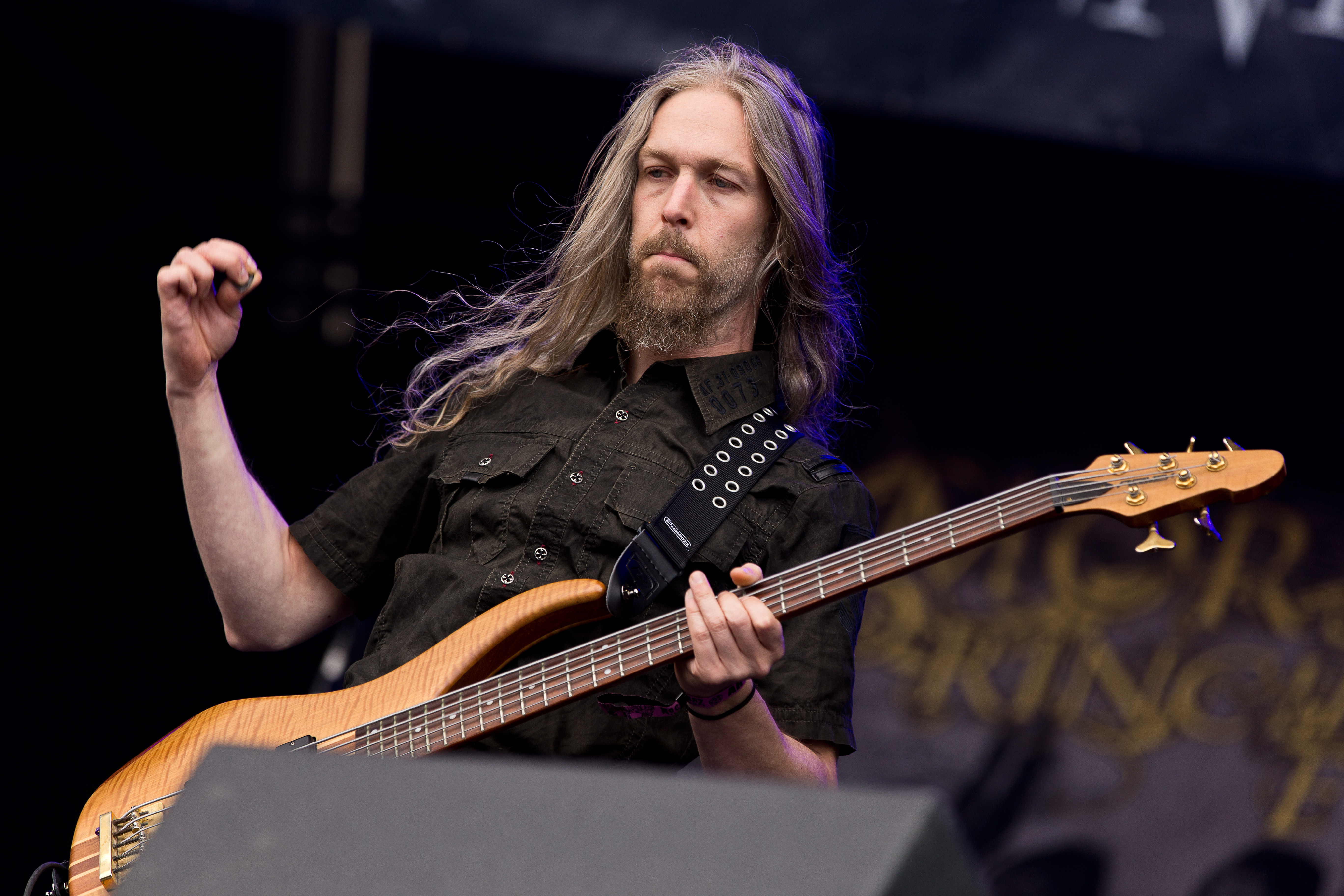
Bassist Teemu Heinola auf dem Rockharz 2016

Mors Principium Est (lat.: Der Tod ist [erst] der Anfang) ist eine 1999 in Pori, Finnland gegründete Melodic-Death-Metal-Band.

## Bandgeschichte
Im Jahre 1999 wurde Mors Principium Est von Jori Haukio, Jarkko Kokko und Toni Nummelin in Pori, Finnland, gegründet. Man begann ohne Schlagzeuger, doch noch in demselben Jahr stieß Mikko zur Band hinzu. Jori übernahm Lead-Gitarre und Gesang, Jarkko spielte Rhythmus-Gitarre und Toni Keyboard. Eine Zeit lang spielte die Band in dieser Konstellation – Anfang des Jahres 2000 hatte Jori aber genug vom Singen und die Band musste sich einen neuen Sänger suchen. Zu diesem Zeitpunkt hatte Ville Viljanen gerade seine ehemalige Band verlassen und schloss sich Mors Principium Est an.
Die erste Demo wurde noch ohne Bassisten eingespielt, aber nachdem Listenable Records auf die Band aufmerksam wurde, nahmen sie im Jahr 2001 Teemu auf. 2002 unterschrieben die Finnen schließlich einen Vertrag über drei Alben. Dieser Vertrag wurde mit den Alben "Inhumanity" und "The Unborn" in den Jahren 2003 und 2005 sowie dem Erscheinen von „Liberation = Termination“ im März 2007 erfüllt. Mit dem zweiten Album endete auch die Mitgliedschaft des Lead-Gitarristen und Haupt-Songwriters Jori, der sich dazu entschlossen hatte, die Band zu verlassen. Ein gemeinsamer Freund, Karri Kuisma, wurde als Sessiongitarrist engagiert, jedoch wird weiterhin nach einem Ersatz für Jori gesucht.

## Stil
Der Stil von Mors Principium Est unterscheidet sich deutlich von den meisten anderen Melodic-Death-Metal-Bands. Ein Merkmal ist, dass die Band fast durchgehend ein hohes Tempo mit wenig langsamen Passagen in ihren Liedern hält. Teilweise sind die Übergänge zwischen den einzelnen Songs auch fließend. Eine weitere Eigenheit sind die oftmals zweistimmigen Gitarrensoli, unterstützt durch ein Keyboard und anspruchsvolle Drumfiguren. Die Vocals sind in den meisten Fällen rhythmisch gegrowlt, in einigen wenigen Songs (Pure, The Animal Within) ist aber auch eine weibliche Stimme zu hören. Vergleiche mit In Flames werden bisweilen gezogen, der Stil von Mors Principium Est ist jedoch um einiges schneller und brachialer – und ein Stück weit "klassischer".

## Diskografie

### Alben
- 2003: Inhumanity (wiederveröffentlicht 2006)
- 2005: The Unborn
- 2007: Liberation = Termination
- 2012: … And Death Said Live
- 2014: Dawn of the 5th Era
- 2017: Embers of a Dying World
- 2020: Seven
- 2022: Liberate the Unborn Inhumanity

### Demos
- 2000: Before Birth
- 2001: Valley of Sacrifice
- 2002: Third Arrival

### Singles
- 2015: Monster in Me
- 2016: Livin'La Vida Loca
- 2022: Valley of Sacrifice, Pt.1 (wiederveröffentlicht 2022)
- 2022: The Lust Called Knowledge (wiederveröffentlicht 2022)